# Kai Klefisch
Kai Klefisch (Leverkusen, 3 dicembre 1999) è un calciatore tedesco, centrocampista del Darmstadt.

## Caratteristiche tecniche
È un centrocampista difensivo.

## Carriera
Klefisch ha iniziato a giocare a calcio nel settore giovanile del Bayer Leverkusen per poi passare in quello del Viktoria Colonia nel 2014. Il 28 agosto 2018 ha debuttato in prima squadra nell'incontro di Regionalliga vinto 1-0 contro il Wattenscheid 09. La stagione successiva ha iniziato a giocare con maggior frequenza ed il 31 gennaio 2020 ha segnato il suo primo gol nella trasferta di 3. Liga vinta 4-3 contro l'Hallescher.
Il 14 marzo 2022 ha firmato un triennale con il Paderborn valido a partire dal giugno seguente. Rimasto ai box per tutta la prima parte di stagione a causa di una frattura al malleolo, ha debuttato in 2. Bundesliga il 27 gennaio 2023 nella partita vinta 1-0 contro il Karlsruhe.
Il 19 giugno 2024 è stato acquistato dal Darmstadt.

## Statistiche

### Presenze e reti nei club
Statistiche aggiornate al 26 dicembre 2024.
| Stagione                | Squadra                 | Campionato              | Campionato | Campionato | Coppe nazionali | Coppe nazionali | Coppe nazionali | Coppe continentali | Coppe continentali | Coppe continentali | Altre coppe | Altre coppe | Altre coppe | Totale | Totale | Totale |
| Stagione                | Squadra                 | Comp                    | Pres       | Reti       | Comp            | Pres            | Reti            | Comp               | Pres               | Reti               | Comp        | Pres        | Reti        | Pres   | Reti   |        |
| ----------------------- | ----------------------- | ----------------------- | ---------- | ---------- | --------------- | --------------- | --------------- | ------------------ | ------------------ | ------------------ | ----------- | ----------- | ----------- | ------ | ------ | ------ |
| 2018-2019               | Viktoria Colonia        | RL                      | 8          | 0          | CG              | 1               | 0               | -                  | -                  | -                  | -           | -           | -           | 9      | 0      |        |
| 2019-2020               | Viktoria Colonia        | 3L                      | 26         | 2          | CG              | 0               | 0               | -                  | -                  | -                  | -           | -           | -           | 26     | 2      |        |
| 2020-2021               | Viktoria Colonia        | 3L                      | 36         | 2          | CG              | 0               | 0               | -                  | -                  | -                  | -           | -           | -           | 36     | 2      |        |
| 2021-2022               | Viktoria Colonia        | 3L                      | 33         | 1          | CG              | 1               | 0               | -                  | -                  | -                  | -           | -           | -           | 34     | 1      |        |
| Totale Viktoria Colonia | Totale Viktoria Colonia | Totale Viktoria Colonia | 103        | 5          |                 | 2               | 0               |                    | -                  | -                  |             | -           | -           | 105    | 5      |        |
| 2022-2023               | Paderborn               | 2L                      | 15         | 1          | CG              | 1               | 0               | -                  | -                  | -                  | -           | -           | -           | 16     | 1      |        |
| 2023-2024               | Paderborn               | 2L                      | 29         | 1          | CG              | 3               | 0               | -                  | -                  | -                  | -           | -           | -           | 32     | 1      |        |
| Totale Paderborn        | Totale Paderborn        | Totale Paderborn        | 44         | 2          |                 | 4               | 0               |                    | -                  | -                  |             | -           | -           | 48     | 2      |        |
| 2024-2025               | Darmstadt               | 2L                      | 17         | 2          | CG              | 3               | 1               | -                  | -                  | -                  | -           | -           | -           | 20     | 3      |        |
| Totale carriera         | Totale carriera         | Totale carriera         | 164        | 9          |                 | 9               | 1               |                    | -                  | -                  |             | -           | -           | 173    | 10     |        |

## Palmarès

### Club

#### Competizioni nazionali
- Regionalliga: 1

Viktoria Colonia: 2018-2019